# Rajmund Li Quanzhen
Św. Rajmund Li Quanzhen (chiń. 李全真芮蒙; pinyin Li Quánzhēn Ruìméng) (ur. 1841 r. w Chentuncun, Hebei w Chinach – zm. 30 czerwca 1900 r. tamże) – święty Kościoła katolickiego, męczennik.
Rajmund Li Quanzhen urodził się w 1841 r. w Chentuncun w prowincji Hebei. Miał syna, który został księdzem.
30 czerwca 1900 r. podczas powstania bokserów, gdy w Chinach doszło do prześladowań chrześcijan, Rajmund Li Quanzhen zabrał swoją 5-letnią córkę Magdalenę, żeby ukryć się za wsią na bagnach porośniętych trzciną. Zostali jednak znalezieni przez powstańców z sąsiedniej wsi. Ci zaprowadzili go do buddyjskiej świątyni, żeby oddał cześć tamtejszym bóstwom, a jego córkę zabrano do buddyjskiej mniszki. Bokserzy spodziewani się, że wyprze się wiary, albo zapłaci okup za swoje życie. On jednak odmówił. Prześladowcy wpadli w złość i zaczęli go torturować. Odcięli mu uszy, przypiekali skórę i prawie odcięli mu ręce. Gdy zobaczyli, że to nie przynosi spodziewanych efektów, zabili go. Tego samego dnia z powodu wiary zginął również jego brat Piotr Li Quanhui.
Dzień jego wspomnienia to 9 lipca (w grupie 120 męczenników chińskich).
Został beatyfikowany razem ze swoim bratem Piotrem Li Quanhui 17 kwietnia 1955 r. przez Piusa XII w grupie Leon Mangin i 55 Towarzyszy. Kanonizowany w grupie 120 męczenników chińskich 1 października 2000 r. przez Jana Pawła II.